# Meryame Kitir
Meryame Kitir (Maasmechelen, 20 april 1980) is een voormalig Belgisch politica voor Vooruit. Ze was in de regering-De Croo minister van Ontwikkelingssamenwerking en Grootstedelijk Beleid. Ze is geboren en getogen in Maasmechelen en heeft Marokkaanse roots.

## Levensloop
Begin jaren '60 vertrok de vader van Meryame Kitir uit Marokko om in België in de mijnen te werken. Niet veel later volgde haar moeder hem. Kitir kwam uit een gezin van elf broers en zussen. Haar moeder overleed toen ze amper twee jaar oud was.
Meryame Kitir ging naar school in het Sint-Barbara Instituut in Maasmechelen, waar ze afstudeerde in de richting Handel. In 1999 nam ze als arbeidster dienst in de Ford-fabriek in Genk, waar ze actief was als vakbondsafgevaardigde voor de socialistische vakbond ABVV. Na haar verkiezing als parlementslid in 2007 bleef ze deeltijds aan de slag bij Ford Genk, tot de fabriek in 2015 de deuren sloot.
In 2006 werd Kitir gekozen als sp.a-gemeenteraadslid in haar toenmalige woonplaats Maasmechelen. In 2016 verhuisde ze naar Genk, waar ze voor de gemeenteraadsverkiezingen van oktober 2018 opkwam voor PRO Genk, de lokale lijst van de sp.a. Kitir werd verkozen in de gemeenteraad en PRO Genk vormde na de verkiezingen een meerderheid met CD&V. Kitir zou aanvankelijk schepen worden in deze coalitie, maar haar partij vroeg haar om de Kamerlijst te trekken voor de federale verkiezingen in mei 2019.
Vanaf 10 juni 2007 zetelde Kitir voor de kieskring Limburg in de Kamer van volksvertegenwoordigers, waar ze lid werd van de commissie Sociale Zaken. Bij de verkiezingen van 13 juni 2010 was Kitir eerste opvolger voor de sp.a in de kieskring Limburg. Kitir legde op 6 juli 2010 de eed af in de Kamer, als opvolgster van Ingrid Lieten, die haar mandaat niet opnam om minister te kunnen blijven in de Vlaamse Regering. Bij de verkiezingen van 2014 werd ze opnieuw herkozen in het parlement.
Op 25 oktober 2012 hield Meryame Kitir naar aanleiding van de voor 2014 aangekondigde sluiting van Ford Genk een emotionele toespraak in de Kamer, die algemene waardering en respect oogstte. In 2015 volgde ze Karin Temmerman op als fractieleider van haar partij in de Kamer. In die hoedanigheid werd ze een van de woordvoerders van de oppositie.
Tijdens een debat in de Kamer op 15 september 2016 over de aangekondigde sluiting van het bedrijf Caterpillar in Gosselies viel een racistische opmerking jegens Kitir vanwege haar Open Vld-collega Luk Van Biesen. Na een dagenlange welles-nietesdiscussie vroeg Van Biesen een gesprek aan met Meryame Kitir en bood hij daarna publiek zijn excuses aan voor zijn discriminerende uitspraak jegens haar. Een week later kwam Kamerlid Van Biesen echter terug op zijn uitspraak in een interview in De Morgen, waarop Kitir reageerde: "Ik stel vast dat zijn excuses niet oprecht waren." Eerder was al duidelijk geworden dat hij voor het geven van zijn excuses mede onder druk was gezet door Open Vld-voorzitter Gwendolyn Rutten."
Op 1 oktober 2020 werd Meryame Kitir minister van Ontwikkelingssamenwerking en Grootstedelijk Beleid in de regering-De Croo. Hierdoor nam ze ontslag als fractieleider en werd ze in de Kamer vervangen door Bert Moyaers. Melissa Depraetere werd de nieuwe fractieleider.
Op 19 oktober 2022 legde Kitir tijdelijk haar taken als minister van Ontwikkelingssamenwerking en Grootstedenbeleid neer, volgens haar eigen communicatie vanwege mentale problemen. Vlaamse media signaleerden dat op haar kabinet herhaaldelijk strubbelingen en spanningen waren ontstaan tussen de minister en haar medewerkers, met als gevolg dat verschillende kabinetsmedewerkers in enkele maanden tijd opstapten. Kitir zou zich niet goed in haar vel hebben gevoeld omdat ze zich onzeker voelde over haar functioneren als minister en zichzelf een grote druk oplegde, en dat uitgewerkt hebben op haar medewerkers. Uiteindelijk laste Kitir op verzoek van Vooruit-voorzitter Conner Rousseau en op doktersadvies een tijdelijke rustpauze in. Kitir bleef formeel aan als minister, maar haar bevoegdheden werden tijdelijk overgedragen aan haar partijgenoot, vicepremier Frank Vandenbroucke. Oppositiepartij Vlaams Belang zag hierin een voorwendsel voor de onbekwaamheid van de minister en eiste haar ontslag, waarover de partij in de Kamer felle repliek kreeg van N-VA-parlementslid Valerie Van Peel en premier Alexander De Croo. Naar aanleiding van de kwestie werd een onderzoek gevoerd naar het psychosociaal welzijn op het kabinet van Kitir. Hieruit bleek dat het niet mogelijk was om de werkrelaties tussen de minister en haar medewerkers te herstellen. Op 17 december 2022 werd daarom bekendgemaakt dat ze definitief terugtrad als minister en opgevolgd werd door Caroline Gennez. Kitir nam haar zetel in de Kamer hierop terug in. In 2023 besloot ze zich niet verkiesbaar te stellen bij de verkiezingen in 2024. In september 2023 verliet ze de Genkse gemeenteraad.
Begin 2024 zegde ze haar lidmaatschap van Vooruit op. Ze bleef tot aan de federale verkiezingen van juni 2024 wel als onafhankelijke aangesloten bij de Kamerfractie van de partij.
Sinds januari 2024 is Kitir lid van de raad van bestuur van de Koning Boudewijnstichting.

## Eretekens
- Ridder in de Leopoldsorde